# 이라크의 주
이라크는 19개 주(아랍어: محافظة, muḥāfaẓah, 복수형 محافظات‎‎ muḥāfaẓät)로 구성되어 있다. (괄호 안에 있는 내용은 주도)
1. 바그다드주 (바그다드)
2. 살라딘주 (티크리트)
3. 디얄라주 (바쿠바)
4. 와시트주 (쿠트)
5. 마이산주 (아마라)
6. 바스라주 (바스라)
7. 디카르주 (나시리야)
8. 무탄나주 (사마와)
9. 카디시야주 (디와니야)
10. 바빌주 (힐라)
11. 카르발라주 (카르발라)
12. 나자프주 (나자프)
13. 안바르주 (라마디)
14. 니나와주 (모술)
15. 다후크주 (다후크)
16. 아르빌주 (아르빌)
17. 키르쿠크주 (키르쿠크)
18. 술라이마니야주 (술라이마니야)
19. 할라브자주 (할라브자)

아르빌주와 다후크주, 술라이마니야주, 할라브자주는 쿠르드 자치구에 속한다.